# Macropsis oncopsimilis
Macropsis oncopsimilis är en insektsart som beskrevs av Hamilton 1983. Macropsis oncopsimilis ingår i släktet Macropsis och familjen dvärgstritar. Inga underarter finns listade i Catalogue of Life.